# Mate Boban
Mate Boban (Sovići, Grude, 12. veljače 1940. – Mostar, 7. srpnja 1997.), hrvatski političar iz Bosne i Hercegovine. Bio je utemeljitelj i prvi predsjednik Hrvatske zajednice Herceg-Bosne, Hrvatske Republike Herceg-Bosne, utemeljitelj i vrhovni zapovjednik Hrvatskog vijeća obrane, te jedan od predsjednika Hrvatske demokratske zajednice Bosne i Hercegovine.

## Raniji život
Rođen je 12. veljače 1940. godine u mnogočlanoj obitelji Stjepana i Ive rođene Bušić, u selu Sovići kraj Gruda, u zapadnoj Hercegovini. Boban je završio osnovnu školu u Sovićima, a nakon toga otišao je u sjemenište u Zadar, te se nakon drugog razreda prebacio u gimnaziju u Širokom Brijegu, i na kraju maturirao u Vinkovcima. Nakon što je postao punoljetan 1958., postao je član Saveza komunista Jugoslavije. Školovanje je nastavio u Zagrebu, gdje na Ekonomskom fakultetu stekao zvanje magistra ekonomskih znanosti. S Ljubom Pejić, s kojom je imao troje djece, vjenčao se 1965.
Nakon kraćeg posla u Grudama, 1966., zaposlio se u Imotskom. Tu je bio na čelu trgovačkog poduzeća Napredak, koje je postizalo izvrsne rezultate. Zbog optužbe za gospodarski kriminal zbog nestanka većih količina šećera, dvije godine proveo je u istražnom zatvoru u Splitu, no njegovi suradnici su poslije tvrdili kako je optužnica bila montirana zbog hrvatskog nacionalizma. Boban je pad komunističkog režima dočekao kao šef Predstavništva Tvornice duhana Zagreb za Hercegovinu, bez ikakvih političkih ambicija.

## Politička karijera
Umjesto lagodnog životnog smiraja, Mladež HDZ-a BiH nagovora ga da pomogne svojim znanjem, iskustvom i autoritetom u sudbonosnim previranjima raspada Jugoslavije i komunističkog sustava. Kao izabrani hrvatski zastupnik u Skupštini Republike Bosne i Hercegovine ubrzo svojim radom i autoritetom zadobiva povjerenje izabranih predstavnika hrvatskog naroda, koji ga sluteći krvavu agresiju Srba i Jugoslavenske narodne armije, učiniše dopredsjednikom pa zatim i predsjednikom Hrvatske demokratske zajednice Bosne i Hercegovine.
Na Prvom općem saboru HDZ-a BiH, održanom u Sarajevu, 18. kolovoza 1990. godine, za predsjednika je izabran dr. Davor Perinović. Tadašnji predsjednik HDZ-a dr. Franjo Tuđman sazvao je za 7. rujna 1990. godine sastanak u Zagrebu na koji je pozvao sve predstavnike općinskih odbora zbog Perinovićeva djelovanja suprotnog politici HDZ-a. Na sastanku je Perinović opozvan s dužnosti predsjednika i isključen iz stranke.
Izabrano je Predsjedništvo HDZ-a BiH na čelu s vršiteljem dužnosti predsjednika Stjepanom Kljujićem. Prva konvencija HDZ-a BiH održana je u Mostaru 23. ožujka 1991. godine i na njoj je za predsjednika izabran Stjepan Kljujić, a za potpredsjednike Mate Boban i Vitomir Lukić.
Krajem 1991. i početkom 1992., HDZ prolazi kroz razdoblje unutarstranaĉkog sukoba u vodstvu stranke. Dotadašnji predsjednik HDZ-a BiH Stjepan Kljujić je već duže vremena bio izložen kritikama zbog popustljive politike prema Izetbegoviću i njegovoj SDA, što je u nekoliko navrata i naštetilo hrvatskim nacionalnim interesima. To se najviše oslikavalo kroz pitanje uređenja BiH, naime, Kljujić je nedovoljno zastupao koncept kantonalnog uređenja, često braneći i Izetbegovićevu unitarističku politiku.
U Grudama, 18. studenog 1991. godine, hrvatsko političko vodstvo utemeljivši Hrvatsku zajednicu Herceg-Bosnu, zajednicu općina hrvatskog naroda u Bosni i Hercegovini, u čiji je sastav ušlo 30 cjelovitih općina i 10 dijelova pojedinih općina, izabralo je Matu Bobana za predsjednika. Poslije je izabran za prvog predsjednika Hrvatske Republike Herceg-Bosne i vrhovnog zapovjednika Hrvatskog vijeća obrane, temelja obrane i jamca opstojnosti Hrvata u Bosni i Hercegovini.
Boban se zalagao za federaliziranu BiH, te za afirmaciju hrvatskih zajednica nasuprot Kljujićevoj popustljivoj politici. Na sjednici Središnjeg odbora HDZ-a BiH, 2. veljače 1992., sudjelovao je i Stjepan Mesić kao predsjednik Izvršnog odbora HDZ-a Hrvatske. Na toj sjednici dotadašnji predsjednik HDZ-a BiH Stjepan Kljujić je podnio ostavku zbog gubitka povjerenja velikog dijela HDZ-a BiH, a kasnije i Zagreba. Na tu Kljuićevu odluku utjecao je autoritetom svoje funkcije i Mesić. Za vršitelja dužnosti predsjednika HDZ-a BiH, na sjednici Glavnog odbora 15. ožujka 1992. u Bugojnu, izabran je Milenko Brkić. Boban je izabran za jednog od nekoliko članova Predsjedništva stranke.
Brkić je izabran za predsjednika ove stranke 26. kolovoza 1992. u Međugorju, a 24. listopada 1992. godine, također na sjednici Glavnog odbora HDZ-a BiH u Posušju podnio je ostavku na tu dužnost. Za vršitelja dužnosti predsjednika stranke izabran je Mate Boban, čiji je izbor ponovno potvrđen na Drugom saboru HDZ-a BiH, 14. studenog 1992. godine u Mostaru.

## Ratne godine
Rat je Mate Boban iskusio i vrlo osobno, odlascima sina i zetova na prve crte obrane, zarobljeništvom bratića, progonstvom rodbine, gnušajući se nad tijelom, iz aviona JNA pogođene bošnjačke djevojčice pri zbjegu u Grudama, ispraćajući poginule pripadnike Hrvatskog vijeća obrane... Mate Boban je rekao:
»Ja sam samo vojnik hrvatskog naroda. Samo izvršavam zadaću koja mi je povjerena. Ako mi se sutra kaže da nešto drugo radim i ako je to u interesu hrvatskog naroda to ću prihvatiti sa zadovoljstvom.«
Dana 6. svibnja 1992. godine, u austrijskom gradu Grazu, Mate Boban se sastao s vođom Srba u Bosni i Hercegovini Radovanom Karadžićem. Sastanak je sazvan na inicijativu Europske zajednice, a pozvan je bio i bošnjački vođa Alija Izetbegović, koji se nije pojavio. Tema sastanka bilo je teritorijalno razgraničenje Hrvata i Srba u Bosni i Hercegovini, te prestanak sukoba srpskih i hrvatskih vojnih snaga na cijelom teritoriju Bosne i Hercegovine. Kasnije je pretpostavljano da je ondje dogovarana podjela Bosne i Hercegovine na srpski i hrvatski dio.
Unatoč desetinama tisuća zbrinutih izbjeglica, tisućama žrtava suprotstavljenih agresiji, brojnim prvopotpisanim mirovnim dokumentima, desetinama službenih i neslužbenih sastanaka s bošnjačkim predstavnicima: Ganićem, Izetbegovićem, Silajdžićem, Delimustafićem, Šahinpašićem, Komšićem, Čengićem i izigranih dogovora od njihove strane, svjetskoj je javnosti bio mnogo značajniji onaj pretpostavljeni dogovor iz Graza. Boban je tvrdio da svjetski mediji u određivanju svjetske politike ne hvataju vijesti istine, nego lansiraju vijesti kakve su njima potrebne.
Bobanove ideje o Herceg-Bosni kao upravnom ustroju s elementima državnosti; vojskom, policijom, pravnim i monetarnim sustavom ne predstavlja secesiju, niti odricanje Hrvata od prava na ostali dio BiH, nisu prihvaćene od pojedinih Hrvata u Bosni i Hercegovini. Iako je to bilo moguće, nikada joj nisu postavljene jasne granice, donesen Ustav, formirano Ministarstvo vanjskih poslova, usvojen zakon, koji bi diskriminirao pripadnike drugih naroda i dr.
Dana 20. travnja 1993. godine, načelnici glavnih stožera zaraćenih vojski, Milivoj Petković i Sefer Halilović potpisuju sporazum o obustavi vatre između Armije RBiH i HVO-a. Usprkos sporazumu sukobi dostižu vrhunac u lipnju u Mostaru. Iz krvavog bošnjačko-hrvatskog sukoba, može se zaključiti da ni tragične žrtve rata nemaju istu težinu u Travniku, Bugojnu, Konjicu, Varešu i drugim hrvatskim stratištima Jablanici kao one, bošnjačke, u Stocu, Vitezu, Mostaru i dr. U Međugorju, 18. svibnja 1993. godine, Franjo Tuđman, Mate Boban, Milivoj Petković, Alija Izetbegović, Haris Silajdžić i Sefer Halilović dogovaraju mir između Hrvata i Bošnjaka.
Hrvatski predsjednik Franjo Tuđman i ministar obrane Gojko Šušak, ljudi s kojima je Boban jako dobro surađivao, boravili su, tijekom prvog posjeta Hrvatskoj zajednici Herceg-Bosni, na Širokom Brijegu, gdje je Tuđman otvorio obnovljenu širokobriješku gimnaziju fra Dominika Mandića. Toga 19. svibnja 1993. godine, pred oko 10.000 ljudi, Mate Boban je svoj govor završio ovim riječima:
»U ime cijele Herceg-Bosne, u ime svih Hrvata, pozdravljam predsjednika svih Hrvata, poglavara države Hrvatske dr. Franju Tuđmana. On je garancija naše slobode, on je garancija da ćemo mi uspjeti.«
U ljeto 1993., Katolička crkva u Bosni i Hercegovini žestoko kritizira Bobana i njegovu politiku prema Bosni i Hercegovini. Hrvatski katolički vrh, kardinali Franjo Kuharić i Vinko Puljić, biskup Franjo Komarica i čelnik franjevačke provincije Bosne Srebrene fra Petar Anđelović "odrješito i smjelo osuđuju zločine hrvatskih religioznih nacionalista" i podržavaju nacionalno i religijski pluralističku Bosnu i Hercegovinu. Mate Boban i Gojko Šušak šalju pismo upozorenja kardinalu Kuhariću i upozoravaju ga da se crkveno vodstvo ostavi pitanja koja ih se ne tiču. Mostarsko-duvanjski biskup Ratko Perić i fra Jozo Zovko također navode da je rat u Bosni i Hercegovini političke, a ne religijske naravi.
Dana 3. kolovoza 1993. godine, u Ženevi počinje četvrti sastanak vođa delegacija na mirovnim pregovorima o Bosni i Hercegovini, na kojima sudjeluje i Boban. Kad je uvidio kakav nepravedan mir i kojom žestinom spram hrvatskog naroda sprema međunarodna zajednica, nespreman popustiti, od izabranih predstavnika Hrvata u Bosni i Hercegovini i predsjednika Tuđmana, kojemu je bio privržen, traži odlazak sa svih funkcija. Na izvanrednoj sjednici Zastupničkog doma u Livnu 8. veljače 1994., Boban je prenio ovlasti na Predsjedničko vijeće, a Krešimir Zubak, ministar pravosuđa, imenovan je predsjednikom Vijeća.
Nakon kraha njegovih ideja o upravnoj podjedinici, kao jamcu hrvatske opstojnosti i ravnopravnosti te nametnutoj federaciji s Bošnjacima, Boban je dvije godine radio u INA-i, gdje je imao dobro plaćen posao. Potom je imenovan za direktora Dubrovačke banke na području Hercegovine, a zanimao se i za nogometne i odbojkaške klubove. Umire iznenada 7. srpnja 1997. godine. Pokopan je u groblju u Gorici.
Dok je lijes s Bobanovim tijelom ispraćen iz Mostara, lokalne hercegovačke radio-stanice emitirale su isključivo ozbiljnu glazbu, a na prostoru od Ravnoga do Drvara zastave su bile spuštene na pola koplja. Nema sumnje da je Bobanova smrt u Hercegovini doživljena kao nacionalna tragedija. Njegova smrt je medijski popraćena u hrvatskim i bosanskohercegovačkim dnevnim tiskovinama te na Hrvatskoj radioteleviziji i Radioteleviziji Republike Srpske.

## Odlikovanja i priznanja
Mnogi bosanskohercegovački gradovi s većinskim hrvatskim stanovništvom imaju ulice koje nose ime Mate Bobana, poput Gruda, Posušja, Ljubuškog, Čapljine, Kupresa, Livna i dr. Također, skijalište u parku prirode Blidinje nosi naziv "Mr. Mate Boban" na kojem se održava Otvoreno prvenstvo Herceg-Bosne.
| vrpca   | odlikovanje                      | dan odlikovanja   |
| ------- | -------------------------------- | ----------------- |
|         | Red Nikole Šubića Zrinskog       | 28. svibnja 1995. |
|         | Red Ante Starčevića              | 28. svibnja 1995. |
|         | Spomenica Domovinskog rata       | 28. svibnja 1995. |
|         | Spomenica domovinske zahvalnosti | 28. svibnja 1995. |
| izvori: |                                  |                   |